# Tlalocohyla loquax
Tlalocohyla loquax, rana de la caoba o mahogany tree frog es una especie de anfibio de la familia Hylidae.
Habita en Belice, Costa Rica, Guatemala, Honduras, México y Nicaragua.
Sus hábitats naturales incluyen: bosques tropicales o subtropicales secos y a baja altitud, montanos secos, marismas de agua dulce, corrientes intermitentes de agua, pastos, jardines rurales y zonas previamente boscosas ahora muy degradadas; está amenazada de extinción por la destrucción de su hábitat natural.